# Columbo
Columbo je američka detektivska kriminalistička serija. Glavni lik u seriji je inspektor Columbo, detektiv za ubojstva Policijske uprave Los Angelesa, koga tumači Peter Falk. Serija se sastoji od 69 epizoda, emitiranih u 10 sezona: TV mreža NBC emitirala je dvije pilot-epizode te sezone 1. – 7. od 1968. do 1978. godine; TV mreža ABC emitirala je sezone 8. – 10. te još 11 dodatnih epizoda od 1989. do 2003. godine.
U Hrvatskoj su seriju prikazivale HRT i RTL.
Epizode serije su filmske dužine, između 73 i 100 minuta. Serija je bila dobro prihvaćena te je prikazivana na preko 80 mreža u 44 države.
TV Guide je epizodu "Ubojstvo po knjizi" 1997. godine rangirao na 16. mjesto svog popisa "100 najboljih epizoda svih vremena", a 1999. poručnika Columba na 7. mjesto svog popisa "50 najboljih TV likova svih vremena".
TV Land je čuvenu uzrečicu "samo još nešto..." (en. Just one more thing) 2006. uključio u popis "100 najboljih televizijskih citata".
Program je 2012. odabran kao treća najbolja policijska ili pravna emisija u "Najbolje od TV-a: Najveće TV emisije našeg vremena".
TV Guide je 2013. uključio Columba na popis "60 najvećih drama svih vremena".
Iste te godine, Američko udruženje pisaca (en. Writers Guild of America) rangiralo je Columba na 57. mjesto popisa "101 najbolje napisana TV serija".
Seriju i njen glavni lik stvorili su William Link i Richard Levinson. Emisija je popularizirala oblik obrnute detektivske priče. Gotovo svaka epizoda počinje prikazivanjem zločina i njegovog počinitelja; serija stoga nema element nepoznatog počinitelja, već se zaplet gradi na postupku kojim će detektiv otkriti i uhvatiti počinitelja.
Poručnik Columbo je naizgled glup policijski detektiv, koga kolege i osumnjičeni podcijenjuju zbog nemarnog izgleda, loših manira i prividne rasejanosti. No, izgled i ponašanje smišljena su zamka koja zločincu daje osjećaj sigurnosti.  Columbo je u stvari briljantni istražitelj s okom za detalje, koji studioznim pristupom slučaju prikuplja dokaze za konačni rasplet zločina.

## Vanjske poveznice
- Web stranica Petera Falka